# Sergio Jesus Trecaman
Sergio Jesus Trecaman est un athlète argentin né le 27 décembre 1976. Spécialiste de l'ultra-trail, il a notamment remporté la Patagonia Run sur différentes distances en 2014, 2015, 2016 et 2017.

## Résultats
| no  | masculin           | Course        | Longueur | Départ        | Temps            |
| --- | ------------------ | ------------- | -------- | ------------- | ---------------- |
| 1er | Médaille d'or      | Patagonia Run | 100 km   | 13 avril 2013 | 10 h 58 min 40 s |
| 1er | Médaille d'or      | Patagonia Run | 104 km   | 12 avril 2014 | 11 h 22 min 49 s |
| 1er | Médaille d'or      | Patagonia Run | 127 km   | 10 avril 2015 | 14 h 25 min 54 s |
| 1er | Médaille d'or      | Patagonia Run | 131 km   | 8 avril 2016  | 15 h 45 min 08 s |
| 1er | Médaille d'or      | Patagonia Run | 145 km   | 7 avril 2017  | 18 h 10 min 49 s |
| 3e  | Médaille de bronze | Patagonia Run | 160 km   | 7 avril 2018  | 22 h 04 min 00 s |